# Haagwald (Hambach)

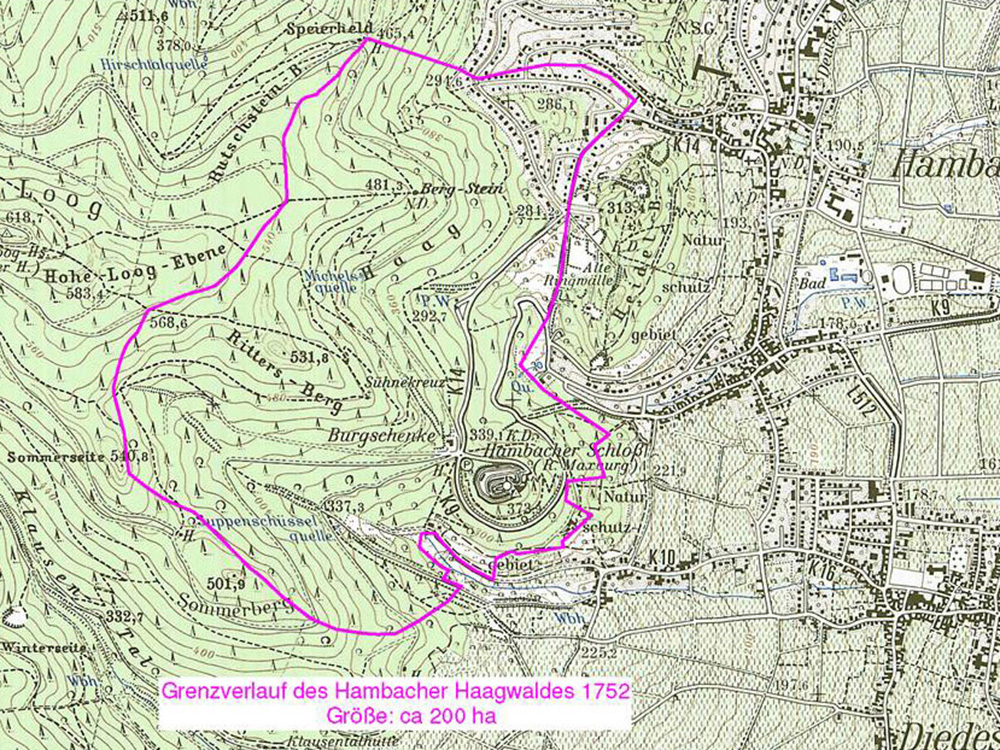
Außengrenze des Haagwalds 1752

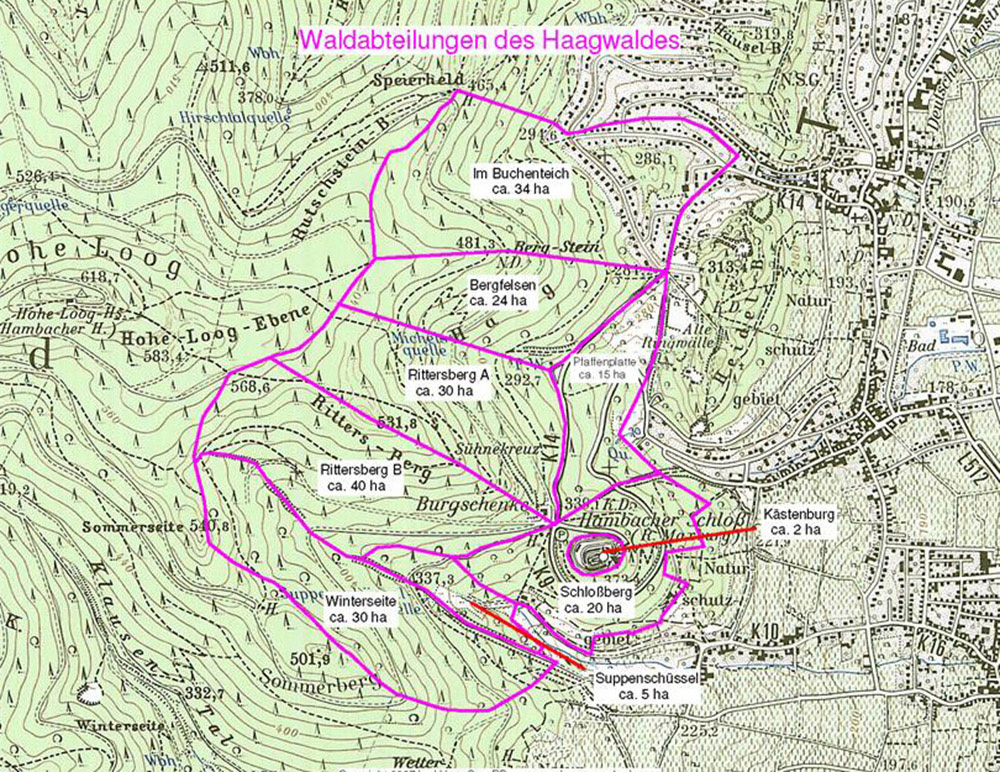
Waldabteilungen des Haagwalds

Der ehemalige Haagwald auf der Waldgemarkung von Hambach an der Weinstraße war vom Mittelalter bis in die Zeit  der Französischen Revolution in kirchlichem Eigentum. Um das Jahr 1822 wurde er dann Teil des Hambacher Gemeindewalds. Dieser wurde im Zuge der Verwaltungsreform von Rheinland-Pfalz im Jahr 1969 in den Stadtwald von Neustadt an der Weinstraße eingegliedert.

## Geographie

### Geographische Lage
Der Stadtwald von Neustadt an der Weinstraße ist Teil der Haardt, die den Ostrand des Pfälzerwalds zur Rheinebene hin bildet.

### Gewässer
Aus dem ehemaligen Haagwald fließen drei Bäche nach Osten durch die Neustadter Ortsteile Diedesfeld bzw. Hambach. Von Süd nach Nord sind dies:
- Hartgraben (Quelle auf 266 m, Länge 14,2 km)
- Hambach (Quelle auf 249 m, Länge 3,1 km)
- Kanzgraben (Quelle auf 230 m, Länge 7,8 km)

## Geschichte

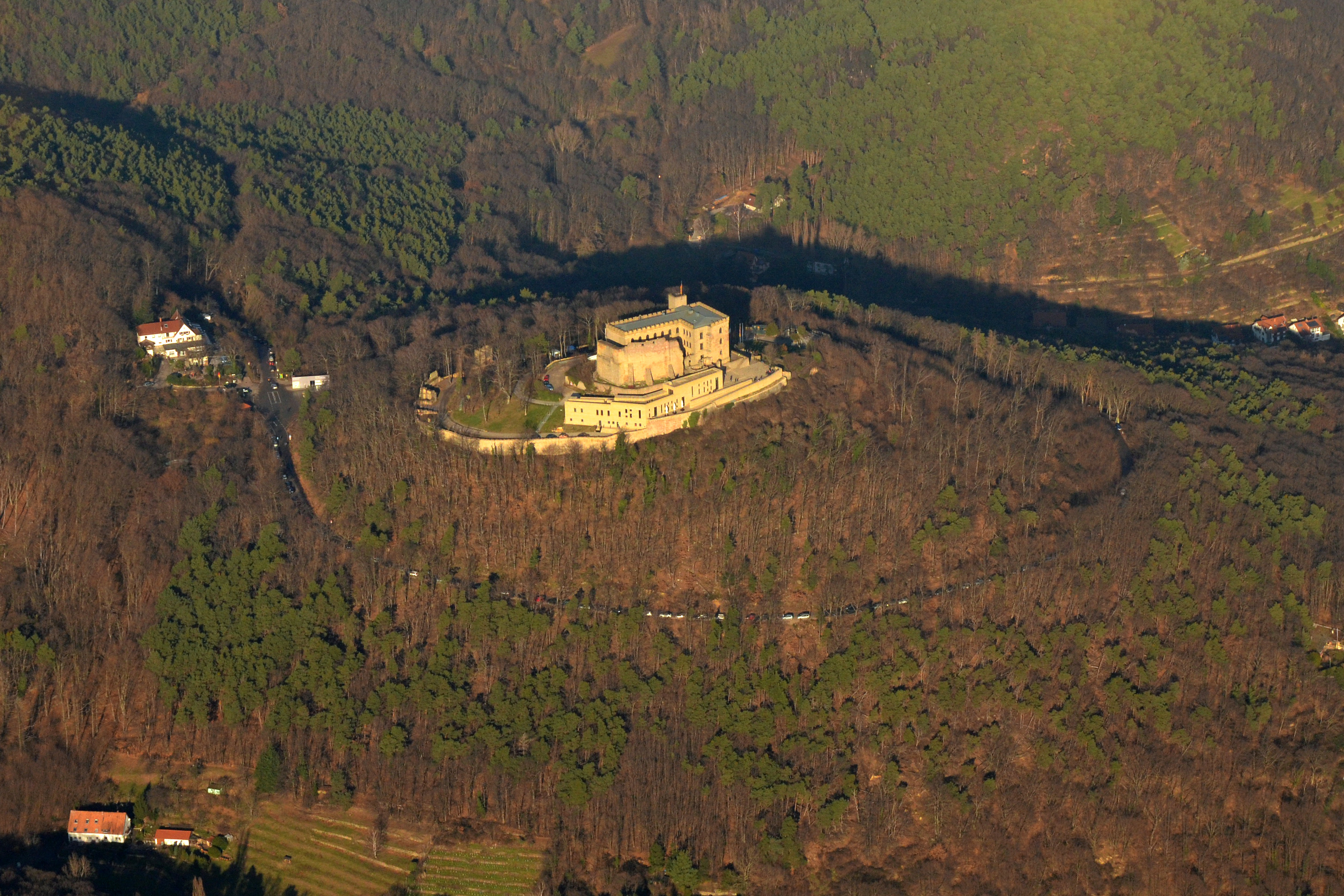
Schlossberg als Zentrum des früheren Haagwalds

Der Ort Hambach wurde nach einer alten Urkunde schon im Jahre 865 als Siedlung erwähnt; der Name leitet sich von der fränkischen Bezeichnung Haganbach her. Dies deutet auf einen Bachlauf hin, der aus einem lichten Wald, einem Hag, kam. In Frage hierfür kommt wegen seines Namens der Hambach, der am Nordfuß des 379,2 m hohen Schlossbergs entspringt – wo seit der Römerzeit helle Esskastanienwälder dominieren – und durch Mittelhambach nach Osten fließt. Er sorgte früher für den Antrieb der Mühle Gutting östlich von Hambach; über Kanzgraben, Hartgraben und Kropsbach ergießt sich sein Wasser schließlich von rechts in den Speyerbach.
Die Kästenburg auf dem Schlossberg, die heute Hambacher Schloss genannt wird, entstand um das Jahr 1000 unter dem Geschlecht der Salier. In dieser Zeit wurden ungefähr 200 Hektar aus dem Hambacher Wald herausgetrennt, die als Kästenburger Burgfrieden, Herrschaftlicher Haag oder Haagwald bezeichnet wurden.
Um das Jahr 1100 vermachte Johannes I., Bischof von Speyer, dem Hochstift seines Bistums aus seinem persönlichen Eigentum die Kästenburg mit dem Herrschaftlichen Haag. Somit gingen Burg und Haagwald in den Besitz des Bistums über. Die Grenzen des Haagwalds wurden aber immer mehr durch Untertanen aus Hambach missachtet; Übergriffe wie Holzdiebstähle und Waldfrevel waren an der Tagesordnung. Aus diesem Grund verfügte das bischöfliche Generalvikariat im Juni 1752, das Gebiet sei durch Grenzsteine zu markieren, um Grenzverletzungen klar aufzeigen zu können. Insgesamt sollten 76 Steine gesetzt werden, teilweise wurden auch vorhandene Loogfelsen zum Einmeißeln der Grenzzeichen benutzt.
Die Grenzen des Haagwalds zogen von der Käsgasse über den Sommerberg zur Hohe-Loog-Ebene, zum Speierheld, zum Triftbrunnen, entlang des Haagwiesengrabens bis zur Freiheitstraße, hoch zum Forstacker, hinunter ins Weihertal, dann weiter um den Schlossberg herum und zurück zur Käsgasse.
Die gesamte Fläche des Haagwalds wurde in neun Waldabteilungen aufgeteilt: Buchenteich (34 Hektar), Bergfelsen (24 Hektar), Rittersberg A (30 Hektar), Rittersberg B (40 Hektar), Winterseite (30 Hektar), Pfaffenplatte (15 Hektar), Suppenschüssel (5 Hektar), Schlossberg (20 Hektar), Kästenburg (2 Hektar).
Die Rechte des Bistums Speyer am Haagwald endeten, als 1801 im Frieden von Lunéville die linksrheinischen deutschen Gebiete an Frankreich abgetreten und in der Folge die Besitztümer der Kirche enteignet wurden. Nachdem die Pfalz 1816 bayerisch geworden war, wurde der Haagwald 1822/23 durch die Regierung veräußert. Mit Ausnahme des etwa 15 Hektar großen engeren Schlossbezirks wurde aus dem Haagwald – bis in die heutige Zeit – kleinparzelliertes Privateigentum.

## Die Grenzsteine
Die Steine von Nr. 1 bis 43 sind außer Nr. 4 alle noch vor Ort vorhanden. Stein Nr. 51 wurde beim Bau eines Regenrückhaltebeckens an der Ecke Freiheitstraße/Bergstraße aufgefunden und an der ehemaligen Nordostecke des Haagwalds wieder aufgestellt. Am Fuße des Schlossbergs sind nur noch die Steine Nr. 65, 66 und 67 sowie Nr. 74 und 75 vorhanden. Weiter ist der obere Teil eines Steines in eine Gartenmauer eingepasst, die auf einem Privatgrundstück in der Andergasse steht, wobei lediglich die Jahreszahl und das Wappen zu erkennen sind.
Die Steine tragen auf der Vorderseite das plastisch herausgearbeitete Wappen des Hochstifts Speyer, dazu die Jahreszahl 1752 sowie laufende Nummern. Die von Stein Nr. 1 bis 29 hinaufziehende Grenze des Haagwalds deckt sich mit der ehemaligen Grenze der V. Haingeraide, heute Diedesfelder Wald. Auf verschiedenen Grenzsteinen und Loogfelsen sind auch das Symbol der V. Haingeraide (ein dreiflügeliges Zeichen in der Form eines Ypsilons), für Diedesfeld die Buchstaben -DF- sowie ein Hufeisen mit einem kleinen Dorn und laufender Nummerierung eingemeißelt. Ab Stein Nr. 29 beginnt auf der Westseite der Hambacher Wald, auf den Steinen ist dann das Wappen von Hambach, ein Hufeisen, zu sehen.
Die noch vorhandenen Zeugen des ehemaligen Haagwalds sind gut sichtbar im Verlauf der beschriebenen Grenze zu erkennen. Lediglich einige Loogfelsen sind infolge Laub- und Erdanhäufung schlecht sichtbar.

## Liste der noch vorhandenen Grenzsteine
| Stein Nr. | Lage              | Beschreibung                                           | Bild Vorderseite | Bild Rückseite |
| --------- | ----------------- | ------------------------------------------------------ | ---------------- | -------------- |
| 1         | Grenzstein Nr. 1  | am Alten Haagweg                                       |                  |                |
| 2         | Grenzstein Nr. 2  | am Sommerberg                                          |                  |                |
| 3         | Grenzstein Nr. 3  | am Sommerberg                                          |                  |                |
| 5         | Grenzstein Nr. 5  | am Sommerberg                                          |                  |                |
| 6         | Grenzstein Nr. 6  | am Sommerberg                                          |                  |                |
| 7         | Grenzstein Nr. 7  | am Sommerberg                                          |                  |                |
| 8         | Grenzstein Nr. 8  | am Sommerberg                                          |                  |                |
| 9         | Grenzstein Nr. 9  | 20 m unterhalb Sommerbergweg                           |                  |                |
| 10        | Grenzstein Nr. 10 | 15 m oberhalb Sommerbergweg                            |                  |                |
| 11        | Grenzstein Nr. 11 | am Sommerberg                                          |                  |                |
| 12        | Grenzstein Nr. 12 | am Sommerberg                                          |                  |                |
| 13        | Grenzstein Nr. 13 | am Sommerberg                                          |                  |                |
| 14        | Grenzstein Nr. 14 | am Sommerberg                                          |                  |                |
| 15        | Grenzstein Nr. 15 | am Sommerberg                                          |                  |                |
| 16        | Grenzstein Nr. 16 | am Sommerberg                                          |                  |                |
| 17        | Grenzstein Nr. 17 | am Sommerberg                                          |                  |                |
| 18        | Grenzstein Nr. 18 | Sommerseite                                            |                  |                |
| 19        | Grenzstein Nr. 19 | Sommerseite                                            |                  |                |
| 20        | Grenzstein Nr. 20 | Sommerseite                                            |                  |                |
| 21        | Grenzstein Nr. 21 | Sommerseite                                            |                  | \|             |
| 22        | Grenzstein Nr. 22 | Sommerseite                                            |                  |                |
| 23        | Grenzstein Nr. 23 | Rittersberg                                            |                  |                |
| 24        | Grenzstein Nr. 24 | Rittersberg                                            |                  |                |
| 25        | Grenzstein Nr. 25 | Rittersberg                                            |                  |                |
| 26        | Grenzstein Nr. 26 | Rittersberg                                            |                  |                |
| 27        | Grenzstein Nr. 27 | Rittersberg                                            |                  |                |
| 28        | Grenzstein Nr. 28 | Hohe-Loog-Ebene                                        |                  |                |
| 29        | Grenzstein Nr. 29 | Hohe-Loog-Ebene                                        |                  |                |
| 30        | Grenzstein Nr. 30 | Hohe-Loog-Ebene                                        |                  |                |
| 31        | Grenzstein Nr. 31 | Hohe-Loog-Ebene                                        |                  |                |
| 32        | Grenzstein Nr. 32 | Hohe-Loog-Ebene                                        |                  |                |
| 33        | Grenzstein Nr. 33 | Hohe-Loog-Ebene                                        |                  |                |
| 34        | Grenzstein Nr. 34 | Hohe-Loog-Ebene                                        |                  |                |
| 35        | Grenzstein Nr. 35 | am Wanderweg Speierheld–Hohe Loog                      |                  |                |
| 36        | Grenzstein Nr. 36 | am Wanderweg Speierheld–Hohe Loog                      |                  |                |
| 37        | Grenzstein Nr. 37 | am Wanderweg Speierheld–Hohe Loog                      |                  |                |
| 38        | Grenzstein Nr. 38 | am Wanderweg Speierheld–Hohe Loog                      |                  |                |
| 39        | Grenzstein Nr. 39 | am Wanderweg Speierheld–Hohe Loog                      |                  |                |
| 40        | Grenzstein Nr. 40 | am Wanderweg Speierheld–Hohe Loog                      |                  |                |
| 41        | Grenzstein Nr. 41 | am Wanderweg Speierheld–Hohe Loog                      |                  |                |
| 42        | Grenzstein Nr. 42 | am Wanderweg Speierheld–Hohe Loog                      |                  |                |
| 43        | Grenzstein Nr. 43 | am Speierheld                                          |                  |                |
| 51        | Grenzstein Nr. 51 | am Rückhaltebecken Ecke Freiheitstraße/Bergsteinstraße |                  |                |
| 65        | Grenzstein Nr. 65 | am Schlossberg-Nordosthang                             |                  |                |
| 66        | Grenzstein Nr. 66 | am Schlossberg-Osthang                                 |                  |                |
| 67        | Grenzstein Nr. 67 | am Schlossberg-Osthang, an der K 9                     |                  |                |
| 74        | Grenzstein Nr. 74 | am Schlossberg-Südhang                                 |                  |                |
| 75        | Grenzstein Nr. 75 | am Schlossberg-Südhang, an der Käsgasse                |                  |                |
| 90        | Grenzstein Nr. 90 | in der Andergasse – Privatgrundstück                   |                  |                |